# NMC Health
NMC Healthcare ist ein nach britischem Recht organisierter Krankenhauskonzern mit Sitz in Abu Dabi, Vereinigte Arabische Emirate. Er ist in 19 Ländern vertreten mit Schwerpunkt Naher Osten. Er verfügte im Jahr 2018 über 2.186 Betten und 189 Einrichtungen (eigene und gemanagte). In diesem Jahr wurden 87,6 % des Umsatzes in den Vereinigten Arabischen Emiraten erzielt.
Seine Aktien waren bis April 2020 an der Londoner Börse gelistet und Teil des FTSE 100 Index. Zu diesem Zeitpunkt wurde das Unternehmen von der Börse genommen.

## Geschichte
1974 wurde NMC Health von B. R. Shetty als neues medizinisches Zentrum mit einer Apotheke in Abu Dhabi gegründet. 1981 wurde NMC Trading gegründet, eine neue Marketing- und Vertriebsabteilung, die Medikamente an Apotheken in den Vereinigten Arabischen Emiraten vertrieb. Ab 1996 begann NMC mit der Ausdehnung in andere Emirate und gründete die NMC Clinic in Sharjah (1996), das NMC Hospital Deira, Dubai (1999), das NMC Specialty Hospital, Dubai (2004) und das NMC Specialty Hospital in Al Ain (2008). Im Jahr 2012 wird NMC an der Londoner Börse notiert und in den FTSE 250 Index aufgenommen. NMC erwirbt ein erstes tageschirurgisches Zentrum, die Elite-BR Medical Suites, Dubai Healthcare City. Der Konzern eröffnet 2014 das NMC Hospital im Dubai Investments Park, das NMC Brightpoint Royal Women’s Hospital und das NMC Medical Centre in Al Ain. Im Jahr 2016 tritt NMC in den saudi-arabischen Markt ein, indem es einen Anteil von 70 Prozent am As Salama Hospital in Al Khobar erwarb. 2017 wird NMC Health in den FTSE 100 Index aufgenommen.
Im Dezember 2019 wurden Vorwürfe erhoben, das Unternehmen habe Schulden in erheblicher Höhe nicht in der Bilanz ausgewiesen. Im Februar 2020 trat der Executive Vice Chairman Khalifa Butti Omeir Bin Yousef von NMC zurück. Im März 2020 musste das Unternehmen zugeben, dass Fazilitäten in Höhe von über 2,7 Milliarden US-Dollar identifiziert worden waren, die zuvor dem Aufsichtsrat nicht offengelegt oder von diesem genehmigt worden waren. Am 8. April 2020 ging NMC Health in Großbritannien aufgrund angeblicher Betrugsfälle des Gründers und damaligen Vorstandsvorsitzenden B.R. Shetty in die Insolvenz.